# Кармајкл (Калифорнија)
Кармајкл (енгл. Carmichael) насељено је место без административног статуса у америчкој савезној држави Калифорнија.

## Демографија
По попису из 2010. године број становника је 61.762, што је 12.02 (24,2%) становника више него 2000. године.
| Група             | 2000.          | 2010.          |
| Белци             | 41.081 (82,6%) | 45.979 (74,4%) |
| Афроамериканци    | 1.338 (2,7%)   | 2.972 (4,8%)   |
| Азијати           | 1.780 (3,6%)   | 2.653 (4,3%)   |
| Хиспаноамериканци | 3.479 (7,0%)   | 7.218 (11,7%)  |
| Укупно            | 49.742         | 61.762         |